# Emanuel Trípodi
Emanuel Trípodi (Comodoro Rivadavia, 8 gennaio 1981) è un ex calciatore argentino, di ruolo portiere.

## Palmarès

### Club

#### Competizioni nazionali
- Campionato argentino: 1

Boca Juniors: 2015